# パオリ駅 (ペンシルベニア州)
パオリ駅（英語：Paoli station）は、ペンシルベニア州パオリにある駅。
アムトラック…ランカスター・アヴェニュー13
セプタ…ノース・バレー・ロード13

## 利用可能な鉄道路線／列車
アムトラックキーストン回廊のパオリ駅に停車する列車は下記の通り。
ピッツバーグとニューヨーク間の昼行長距離列車ペンシルベニアン号…1日1往復停車
ハリスバーグとニューヨーク間の昼行中距離列車キーストン・サービス号…1日13往復停車
フィラデルフィアよりパオリを経てハリスバーグに至る区間はキーストン・サービス号により高速かつ高頻度に列車が運行されている。
南東ペンシルベニア交通局（セプタ）の発着路線は下記の通り。
ソーンデール駅とテンプル大学駅を結ぶセプタパオリ・ソーンデール線